# 度假
度假（英語：Vacation），常误写作渡假，是指在一段時間內並不從事通常的工作，進行休閒或旅遊的行為。人們經常會和朋友或家人共度假日。有時一些人會有很長的休假，例如Sabbatical、空檔年。度假這一概念的興起是最近兩個世紀的事情，並沒有很久的歷史。在古代，旅遊是一件很奢侈的事情（見壯遊）。而現在度假這一行為已經普及到了中產和勞工階級。